# Vito Favero
Vito Favero est un coureur cycliste italien, né le 21 octobre 1932 à Sarmede (province de Trévise) et mort le 16 mai 2014, dans la même ville.

## Biographie
Vito Favero devient professionnel en 1956 et le reste jusqu'en 1962.
Il crée la surprise lors du Tour de France 1958, qu’il termine à la deuxième place, à seulement 3 minutes 10 du vainqueur Charly Gaul, alors qu’il n’était au départ qu’un gregario de Gastone Nencini dans l’équipe d’Italie dirigée par Alfredo Binda.
Il conquiert dans cette édition le maillot jaune à l’issue de l’étape pyrénéenne Pau-Luchon le 9 juillet, le conserve quatre jours, le perd sur les pentes du Mont Ventoux avant de le reconquérir pour le perdre définitivement dans le dernier contre-la-montre à Dijon la veille de l’arrivée.
Il revient l’année suivante et remporte une victoire d’étape à Namur. Il compte également à son palmarès deux étapes du Tour d’Italie (1957 et 1959) et deux étapes de Paris-Nice (1959).
En 1958, il termine à la 4e place du Championnat du Monde remporté par son coéquipier Ercole Baldini.

## Palmarès

### Palmarès amateur
- 1952
  - Giro del Belvedere
- 1954
  - Circuito di Sant'Urbano

### Palmarès professionnel
- 1956
  - 8e du Critérium du Dauphiné libéré
- 1957
  - 8e étape du Tour d'Italie
- 1958
  - 2e du Tour de France
  - 3e du Tour d'Émilie
  - 4e du championnat du monde
- 1959
  - 5e étape du Tour de Sardaigne
  - 2e et 5eb étapes de Paris-Nice
  - 18e étape du Tour d'Italie
  - 2e étape du Tour de France
  - 6e de Milan-San Remo
- 1960
  - 2e du Tour du Latium
- 1961
  - 2e du Tour de la province de Reggio de Calabre

## Résultats sur les grands tours

### Tour de France
3 participations
- 1958 : 2e,  maillot jaune pendant 6 jours
- 1959 : abandon (11e étape), vainqueur de la 2e étape
- 1961 : abandon (8e étape)

### Tour d'Italie
6 participations
- 1957 : 22e, vainqueur de la 8e étape
- 1958 : 35e
- 1959 : 20e, vainqueur de la 18e étape
- 1960 : abandon
- 1961 : abandon
- 1962 : abandon (14e étape)